# Юрьевич, Семён Алексеевич
Семён Алексе́евич Юрье́вич (1798—1865) — генерал от инфантерии, генерал-адъютант, преподаватель и помощник воспитателя будущего императора Александра II. Устроитель усадьбы в селе Лопуховка в Атакарском уезде. Дед скульптора Сергея Юрьевича.

## Биография
Родился 10 (21) мая 1798 года в Могилёвской губернии, происходил из шляхетского рода. Начальное образование получил в 1-м кадетском корпусе, по окончании которого 25 августа 1817 года был назначен прапорщиком в 24-ю артиллерийскую бригаду. В 1820 году был переведён в 1-й кадетский корпус, где преподавал фортификацию и артиллерию, а в 1825 году командирован с несколькими воспитанниками корпуса в Царство Польское, в крепость Замостье, для снятия планов этой крепости.
В 1826 году был назначен помощником воспитателя наследника престола цесаревича Александра Николаевича, будущего императора Александра II. В 1828 году был переведён в лейб-гвардии Измайловский полк и начал преподавать наследнику фортификацию, артиллерию и польский язык, а также математику и устраивал в покоях Зимнего дворца, в садах Царского Села, Александрии и Павловска гимнастические игры. Во время пребывания в лагере несколько раз командовал теми отрядами войск, в рядах которых находился наследник. Кроме того, заведовал письменными делами цесаревича и управлял императорской канцелярией. В 1833 году по причине болезни генерал-адъютанта Мердера и, наблюдавшего за учебной частью наследника, Жуковского исполнял их обязанности. Помимо этого, в 1832 году преподавал великому князю Константину Николаевичу начала русского языка и другие элементарные науки. Великие князья Николай и Михаил Николаевичи также некоторое время были его учениками.
В 1832 году был произведён в полковники, в 1837 году назначен флигель-адъютантом к Его Императорскому Величеству и сопровождал наследника в его путешествии по России. Во время этого путешествия на Юрьевиче как на заведовавшем письменными делами лежала ответственность по распределению всех прошений, подаваемых наследнику, и доставлению их по назначению. В 1838—1839 годах Юрьевич находился также в свите наследника во время его путешествия за границу. Во время этого путешествия в его обязанности входило составление бюллетеней о путешествии цесаревича, которые печатались потом в периодических изданиях. За время этой поездки Юрьевич получил от европейских монархов множество орденов. Кроме того, в Риме он получил от Тиберианской академии диплом на звание её почётного члена, в Копенгагене — диплом на звание члена Общества северных антиквариев и такой же диплом от Сиракузской академии любителей литературы и естественной истории.
В 1839 году находился при цесаревиче на манёврах, происходивших в память Бородинского сражения, и оттуда сопровождал его в путешествии по западным губерниям. 16 апреля 1841 года произведён в генерал-майоры, 6 декабря 1849 года получил чин генерал-лейтенанта. В 1851 году был награждён наследником табакеркой с портретом последнего и рескриптом по случаю 25-летия его в должности воспитателя. Имя Юрьевича находится также в числе лиц, удостоенных «Всемилостивейшей благодарности» в духовном завещании императора Николая І за труды по делу воспитания его сыновей. В 1850 году Юрьевич почувствовал признаки ослабления зрения, а через два года ослеп, поселившись после этого и почти безвыездно прожил до самой своей смерти у себя на даче, находившейся в Павловске. Тем не менее 19 февраля 1855 года он был пожалован званием генерал-адъютанта, а в 1861 году произведён в генералы от инфантерии.
Среди сложных ответственных обязанностей по воспитанию цесаревича Юрьевич находил время и для других работ. Ему принадлежал проект организации первой эмеритальной кассы для армии и флота под названием «Русское военное общество взаимного вспоможения сухопутного и морского ведомства» и образование первой в России компании Саратовской железной дороги из одних русских капиталистов, без участия иностранцев. Он известен как основатель не сохранившейся до нашего времени усадьбы в деревне Лопуховка Саратовской губернии и как собиратель большой коллекции различных предметов, имевших отношение к династии Романовых, некоторые из которых, переданные им сыну, после Гражданской войны попали в Саратовскую учёную архивную комиссию и сохранились до настоящего времени.
Умер 13 (25) июня 1865 года в Павловске от рака, похоронен в Сергиевой Приморской пустыни.

## Награды
Среди прочих наград Юрьевич имел российские ордена:
- Орден Святого Владимира 3-й степени (1838 год)
- Орден Святой Анны 1-й степени (1846 год, императорская корона к этому ордену пожалована в 1848 году)
- Орден Святого Владимира 2-й степени (1856 год)
- Орден Белого орла (1859 год)

Из иностранных орденов у Юрьевича были:
- Прусский орден Святого Иоанна Иерусалимского (1829 год)
- Шведский орден Меча 3-й степени (1838 год)
- Датский орден Данеброг, командорский крест (1838 год)
- Ганноверский орден Гвельфов (1838 год)
- Прусский орден Красного орла 3-й степени (1838 год)
- Австрийский орден Железной короны, командорский крест (1838 год)
- Орден Вюртембергской короны, командорский крест 2-й степени (1838 год)
- Баденский орден Церингенского льва, командорский крест 2-й степени (1838 год)
- Гессен-Дармштадтский орден Людвига, командорский крест 1-й степени (1838 год)
- Орден Нидерландского льва, командорский крест (1844 год)
- Гессен-Дармштадский орден Филиппа Великодушного, командорский крест 1-й степени (1844 год)

## Семья
Дочери:
- Ольга (22.07.1839—12.06.1855)[2]
- Анна (1843—?) была замужем (с 25 августа 1865 года)[3] за Сергеем Михайловичем Загоскиным.